# Lazarus (revista em quadrinhos)
Lazarus é uma revista em quadrinhos americana, publicada pela editora Image Comics desde 2013. A série foi criada pelo escritor Greg Rucka e pelo desenhista Michael Lark, e foi indicada em 2014 ao Eisner Award, na categoria "Melhor Série Estreante".